# 趙剛
趙 剛（ちょう ごう、生没年不詳）は、北魏から北周にかけての軍人。字は僧慶。本貫は河南郡洛陽県。

## 経歴
寧遠将軍の趙和の子として生まれた。若くして機知と弁舌にすぐれ、有能であった。奉朝請を初任とし、鎮東将軍・銀青光禄大夫の位を受けた。大行台郎中・征東将軍となり、金紫光禄大夫の位を加えられた。司徒府従事中郎をつとめ、閤内都督の任を加えられた。
534年（永熙3年）、北魏の孝武帝と丞相高歓のあいだが険悪となると、趙剛は帝の密命を受けて東荊州刺史の馮景昭のもとに赴き、馮景昭に兵を発して洛陽に入るよう依頼した。馮景昭が出発しないうちに、高歓は洛陽に迫り、孝武帝は関中に逃れた。馮景昭は属僚たちを集めて、今後の去就を議論させた。司馬の馮道和は東荊州に拠ったまま洛陽の政権の処分を待つよう勧めた。趙剛は兵を率いて長安に向かうよう勧めた。続けて意見を言う者もいなかったので、趙剛は刀を地に投げうち、「公がもし忠臣であれば、道和を斬るべきである。もし賊に従いたいのであれば、わたしは殺されるべきである」といった。馮景昭は孝武帝に従うことを決めて、兵を率いて関中に向かった。侯景が穣城に迫り、東荊州の楊祖歓らが侯景に呼応して起兵し、馮景昭を道中で迎撃した。馮景昭の軍は戦い敗れて、趙剛は南方の少数民族に捕らえられた。後に自ら身代金を払って釈放された。趙剛は東魏の東荊州刺史の李魔憐と会い、孝武帝に従うよう勧めた。李魔憐はこれを聞き入れて、趙剛を并州に派遣し、ひそかに情勢を調べさせた。高歓は趙剛を宴会に招き、趙剛に東荊州への命令書を託した。趙剛は東荊州に帰って李魔憐に報告し、楊祖歓らを斬って孝武帝に帰順するよう李魔憐に勧めた。李魔憐は趙剛に長安へと向かわせた。
535年（大統元年）、趙剛は灞上で宇文泰に面会して、関東の情勢を詳しく報告した。趙剛は宇文泰に賞賛され、陽邑県子に封じられ、車騎将軍・左光禄大夫の位を受けた。東荊州を奪回した功績を論じられて、臨汝県伯の爵位に進められた。
孝武帝が西遷した後、賀抜勝と独孤信は南朝梁に亡命していた。趙剛はかれらを呼び戻すよう西魏の文帝に上奏した。そこで趙剛は兼給事黄門侍郎とされ、使者として南朝梁の魏興郡に入り、賀抜勝らの帰国を要請する文帝の親書を南朝梁の梁州刺史の杜懐宝に手渡した。杜懐宝は親書を建康に送り、趙剛の帰国に合わせて行人を派遣した。趙剛は帰国すると、武城県侯に爵位を進められ、大丞相府帳内都督に任じられた。趙剛は再び魏興郡に使いし、前の要請を再び伝えた。ほどなく南朝梁は賀抜勝や独孤信らを礼厚く送り返してきた。
ほどなく御史中尉の董紹が南朝梁の漢中を攻略するよう上奏した。董紹は行台・梁州刺史とされ、兵を率いて漢中に向かった。趙剛は反対したが、朝議ですでに決定されていたことから止められなかった。董紹は敗れて帰還し、免官されて庶人に落とされた。趙剛は潁川郡太守に任じられ、通直散騎常侍・衛大将軍の位を加えられた。
537年（大統3年）、趙剛は宇文泰の下で弘農郡奪回の戦いに従軍した。大都督・東道軍司に進められ、開府の李延孫ら7軍を統率して、復陽城を攻撃し、太守の王智納を捕らえた。趙剛は陳留郡太守に転じた。東魏の行台の吉寧が3万の兵を率いて陳留郡城を攻め落とすと、趙剛は脱出して潁川に入り、行潁川郡事をつとめた。侯景に敗れて、残軍を率いて洛陽に入った。趙剛は大行台の元海の命を受けて潁川郡に帰り、食糧を徴発した。このときすでに侯景の軍が潁川郡に入っていたため、趙剛は潁川郡の西境から陽翟県の2万戸を招き、洛陽に輸送しようとした。538年（大統4年）、洛陽が陥落し、趙剛は敵中に孤立した。趙剛は連戦して東魏の広州刺史の李仲侃を破った。ときに侯景の別帥の陸太・潁川郡太守高沖らが8000の兵を率いて、襄城郡など5郡に進攻した。趙剛は500の兵を率いて、高沖らを撃破した。開府の李延孫が長史の楊伯蘭に殺害されると、趙剛は楊伯蘭を攻めてこれを斬った。さらに広州を攻め落とし、陽翟に進軍した。侯景は鄴から魯陽に入り、趙剛と交戦した。宜陽に軍を返した。趙剛が再び伊・洛に軍を進出させると、侯景は黄河を渡って築城した。趙剛は前後して東魏の3郡を下し、太守ひとりを捕らえた。別に侯景の行台の梅遷を破り、1000人あまりを斬首した。尚書金部郎中に任じられた。543年（大統9年）、東魏の北豫州刺史の高仲密が西魏に帰順すると、趙剛は大行台左丞を兼ね、持節として潁川に赴き、当地の軍を統制した。軍を返すと、趙剛は別に侯景の先鋒を南陸で撃破し、太守2人を捕らえた。
このころ西魏では趙剛が東魏に寝返ろうとしているとの流言が伝わっていた。東魏の高歓は反間計を設けて、趙剛を出迎える使者を派遣したと声明した。そこで趙剛は騎兵を率いて東魏の下塢を襲撃して攻め落とし、噂が事実でないことを示した。宇文泰は趙剛に二心のないことを知っており、賞賜を加えた。趙剛は営州刺史に任じられ、爵位を公に進められ、大都督・車騎大将軍・儀同三司・散騎常侍の位を加えられた。
550年（大統16年）、渭州の鄭五醜が羌の傍乞鉄怱とともに反乱を起こしたため、趙剛はこれを鎮圧するよう命を受けて渭州に向かった。鄭五醜は定夷鎮を攻め落として、在所に柵を立てていた。趙剛は到着すると、柵と定夷鎮を攻め破った。鄭五醜は西方の傍乞鉄怱のもとに逃れた。趙剛はさらに進軍して傍乞鉄怱の立てた広寧郡を落とした。宇文貴らが西征すると、趙剛は行渭州事となり、軍に糧食を補給した。傍乞鉄怱が平定されると、捕虜となった羌兵1000人が趙剛の軍中に配属された。趙剛は驃騎大将軍・開府儀同三司の位を加えられ、入朝して光禄卿となった。556年（恭帝3年）、六官が建てられると、膳部中大夫の位を受けた。
557年、北周の孝閔帝が即位すると、趙剛は爵位を浮陽郡公に進められた。利州総管・利沙方渠四州諸軍事として出向した。沙州の氐族が反抗したため、趙剛はこれを討って服属させた。隆州では獠族が初めて賦役に従うようになった。さらに趙剛は利州・沙州など14州の兵を動員して信州の少数民族を経略した。そのまま渠州刺史の任を加えられた。趙剛が渠州に着任すると、渠州の首領たちは趙剛の軍威を恐れて、相次いで帰順した。趙剛の軍の出征が年をまたぎ、兵士たちが疲弊すると、ほどなく首領たちは再び反抗するようになった。後に趙剛は敗北して撤退した。さらに部下の儀同の尹才と争い、長安に召還されることとなった。趙剛は病にかかり、道中に死去した。享年は57。中淅涿三州刺史の位を追贈された。諡は成といった。

## 子女
- 趙元卿（後嗣）
- 趙仲卿

## 伝記資料
- 『周書』巻33 列伝第25
- 『北史』巻69 列伝第57